# Berlino, estate '42
Berlino, estate '42 (In Liebe, Eure Hilde) è un film del 2024 diretto da Andreas Dresen.
Il film è incentrato sulla relazione tra Hilde Rake e Hans Coppi e il loro coinvolgimento nell'Orchestra Rossa.

## Trama
Berlino, 1942: la trentaduenne assistente medica Hilde entra a far parte di un gruppo di resistenza che in seguito diverrà noto con il nome di Rote Kapelle. In questo periodo conosce Hans Coppi, di cui si innamora e che in seguito sposa. Le attività della rete li espongono costantemente al rischio di arresto, ma nonostante ciò trascorrono insieme un’estate felice.
Successivamente, i membri del gruppo vengono catturati. Hilde, ormai incinta, viene separata dal marito e dà alla luce il figlio Hans nel carcere femminile di Barnimstrasse. Poco dopo, viene condannata a morte. Trascorre gli ultimi mesi di vita insieme al bambino, al quale si dedica con profonda devozione.

## Produzione
Nel maggio 2022 è stato annunciato che Liv Lisa Fries avrebbe interpretato Hilde Rake in un film scritto da Laila Stieler che sarebbe stato diretto da Andreas Dresen. 
Le riprese si sono svolte tra il 22 agosto e il 6 ottobre 2022 a Berlino, Potsdam, Brandeburgo, Groß Köris e Ketzin/Havel.

## Promozione
Tre clip del film sono state diffuse il 15 febbraio 2024.

## Distribuzione
Il film è stato presentato in concorso alla 74ª edizione del Festival internazionale del cinema di Berlino il 17 febbraio 2024 e distribuito nelle sale italiane dal 20 marzo 2025.

## Riconoscimenti
- 2024 – Festival internazionale del cinema di Berlino[6]
  - In concorso per l'Orso d'oro